# Panteón de Didube
El Panteón de Didube (en georgiano: დიდუბის პანთეონი; también llamado «Panteón de escritores y personajes públicos de Didube»; დიდუბის მწერალთა და საზოგადო მოღვაწეთა პანთეონი) es un cementerio en la ciudad de Tiflis (Tbilisi), la capital de Georgia, donde algunos de los más prominentes escritores, artistas, académicos, científicos y activistas políticos de Georgia están enterrados. 

## Historia
Los orígenes del cementerio se remontan al siglo XIX o antes, y adquirió un estatus más formal a principios del siglo XX, y parece haber sido establecido formalmente en 1915 e inaugurado en 1939. El panteón se encuentra en el distrito Didube en la parte norte de la ciudad.